# Três Coroas

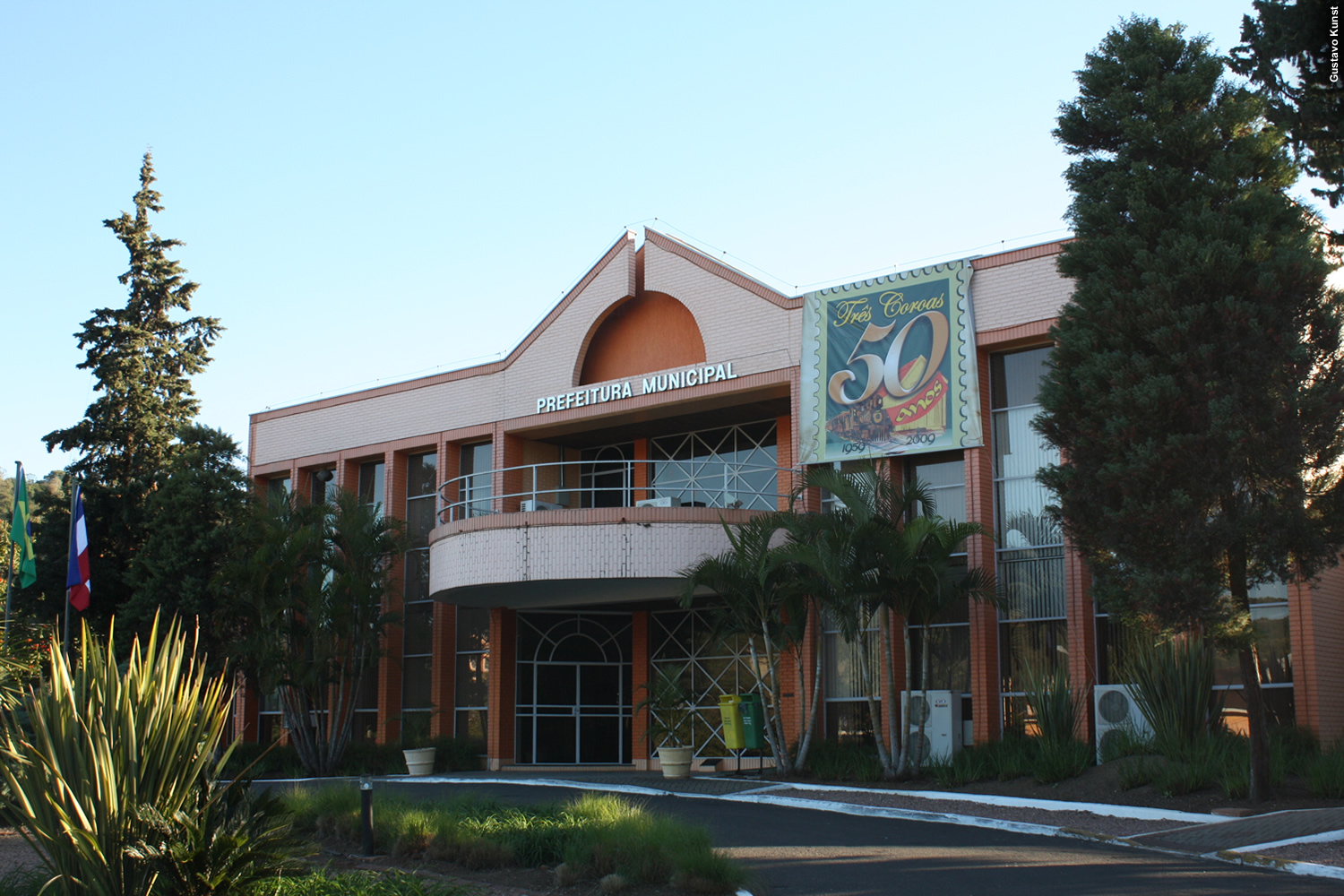
Prefeitura municipal de Três Coroas.

Três Coroas es un municipio brasileño del estado de Rio Grande do Sul.
Se encuentra ubicado a una latitud de 29º31'01" Sur y una longitud de 50º46'40" Oeste, estando a una altitud de 56 metros sobre el nivel del mar. Su población estimada para el año 2004 era de 21.658 habitantes.
La actividad económica gira en torno a la industria del calzado. Para el turismo, la ciudad ofrece atracciones naturales como el río Paranhana, camping de las Laranjeiras, sierras en donde se pueden practicar diferentes deportes, y el único templo budista de América del Sur, situado sobre las sierras y abierto para la visita del público.
Ocupa una superficie de 159,26 km².
- Datos: Q984552
- Multimedia: Três Coroas / Q984552